# François Servais
François Servais (Sant Petersburg, Rússia, 1846 - Asnières, França, 14 de gener de 1901) fou un escriptor i compositor belga.
Era fill adoptiu de Servais. Va fer primerament estudis literaris, i posteriorment es dedicà a la música. De 1864 a 1867 cursà l'harmonia i la composició amb J. Rufferath, i el 1863 fou deixeble de Liszt, amb el que, anys més tard viatjà per Àustria i Alemanya. En el gran Prix de Rome de 1873 aconseguí el primer premi per la seva cèlebre escena dramàtica per a solo, cors i orquestra, La mort de Tasso, composició que fou executada en els concerts de Brussel·les i de Gant i representada en el teatre d'Anvers.
Va escriure diverses obres líriques que mereixen molta consideració sobre poesies de Victor Hugo, Alfred de Musset, Lamartine i altres poetes francesos. El 1881 dirigí el Festival-Liszt amb tanta mestressa, que fou nomenat pel Govern comanador de l'orde de Leopold. A Brussel·les fundà una societat de concerts simfònics, que dirigí durant molts anys, i també fou director del Théâtre Royal de la Monnaie, de Brussel·les. Va compondre música pel drama Apollonide, peces per a piano, música orquestral i melodies vocals.